# Escualeno
El escualeno es un compuesto orgánico natural obtenido originalmente con propósitos comerciales a partir del aceite de hígado de tiburón; no obstante, también existen fuentes vegetales como el salvado de arroz, el germen del trigo, y las aceitunas. Todos los organismos complejos producen escualeno, incluido los humanos. El escualeno es un hidrocarburo y un terpeno.
El escualeno es utilizado por los actuales condrictios (tiburones y rayas) para conseguir flotabilidad porque es menos denso que el agua de mar (0,88 g/cm³), ya que carecen de vejiga natatoria, presente en la mayoría de los peces óseos. Lo almacenan en el hígado que puede llegar a ocupar una cuarta parte del cuerpo del animal.

## Biosíntesis

Síntesis de escualeno y lanosterol.

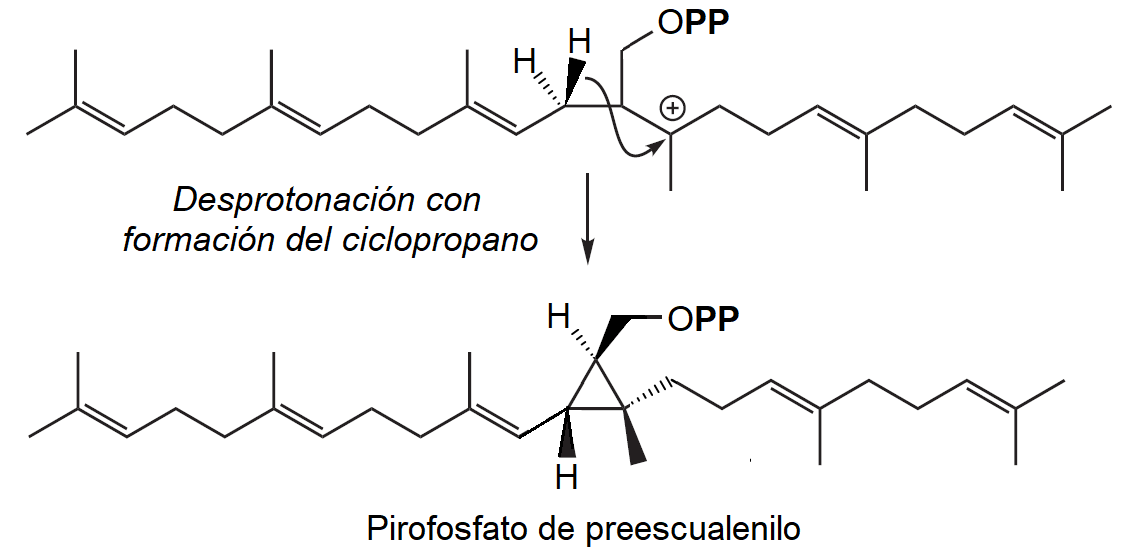
Biosíntesis de escualeno: formación del ciclopropano del preescualeno

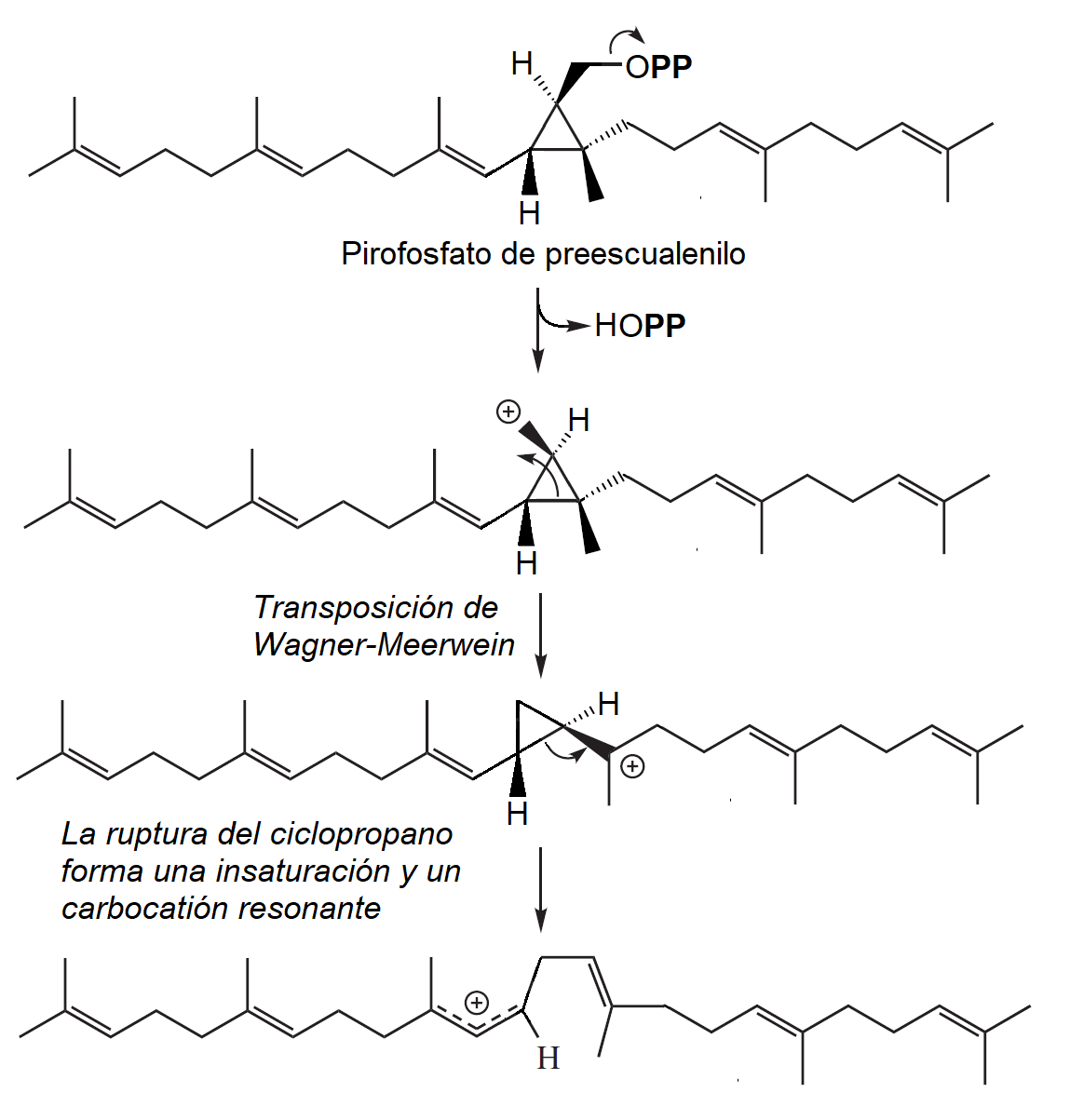
Biosíntesis de escualeno: transposiciones de Wagner-Meerwein y eliminaciones

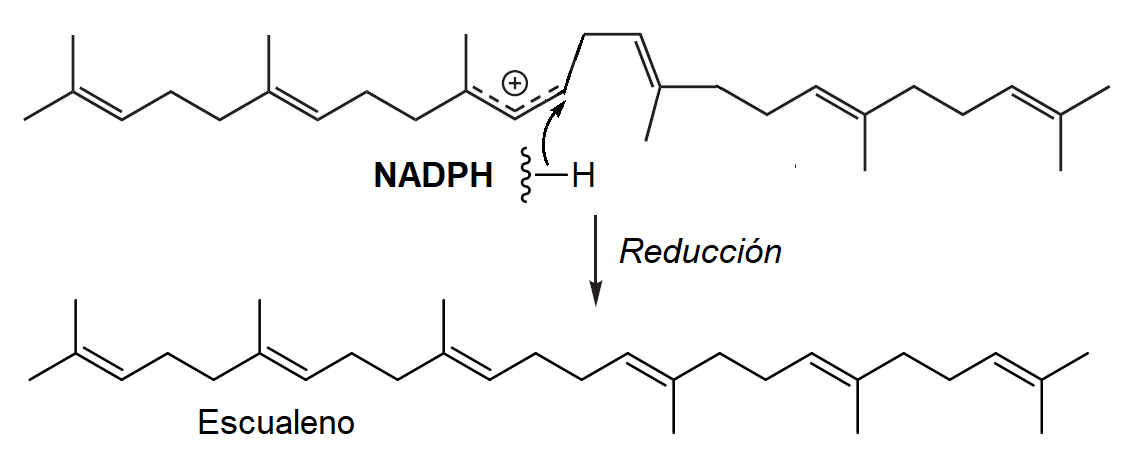
Biosíntesis de escualeno: reducción del carbocatión con NADPH

La síntesis de escualeno comienza cuando el mevalonato recibe dos fosfatos, cada uno de ATP diferente, y queda en forma de mevalonato-5-pirofosfato; luego recibe un tercer fosfato sobre el otro radical alcohol y queda en forma de mevalonato-3-fosfato-5-pirofosfato.
A continuación se separa el fosfato del carbono 3 y una molécula de dióxido de carbono. Queda una estructura de cuatro carbonos, un enlace doble y un grupo metilo denominado isopentilpirofosfato (IPP). Este paso lo efectúa una descarboxilasa; el isopentilpirofosfato se encuentra en equilibrio con el 3-3-dimetilalilpirofosfato (DMAPP), que es el compuesto anterior con diferente colocación del enlace doble. 
La unión de dos de estas unidades (DMAPP + IPP) origina una cadena de ocho carbonos con dos grupos metilo, dos enlaces dobles y un radical pirofosfato llamada geranilpirofosfato (GPP). Esto se lleva a cabo por la acción de una transferasa, quedando libre un pirofosfato. Por acción de la transferasa, se agrega otra unidad de isopentilpirofosfato, quedando farnesilpirofosfato, que tiene una cadena de 12 carbonos con tres grupos metilo, tres enlaces dobles y en uno de sus extremos el radical pirofosfato.
Dos moléculas de farnesilpirofosfato, por acción de la sintetasa del escualeno, pierden los grupos pirofosfato y, uniéndose por los extremos donde existen los pirofosfatos, se forma el escualeno. Consiste en una cadena de 24 carbonos con seis grupos metilo y 6 enlaces dobles. El escualeno es ciclado por la lanosterol ciclasa para formar lanosterol, que es precursor del colesterol.
La enzima que cataliza la reacción de conexión cola-cola entre ambos pirofosfatos de farnesilo es la escualeno sintasa (EC 2.5.1.21) por medio del siguiente mecanismo:

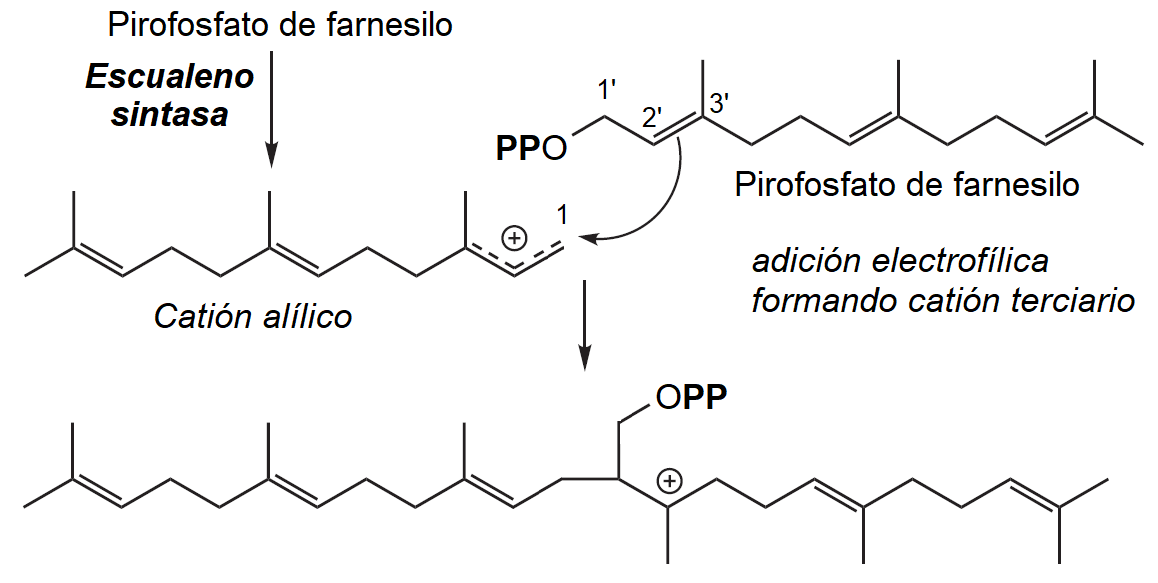
Biosíntesis de escualeno: adición electrofílica

A) Adición electrofílica
B) Ciclización con formación del pirofosfato de preescualenilo
C) Transposiciones
D) Reducción con NADPH

## Uso como adyuvante en vacunas
Los adyuvantes inmunitarios son  los que estimulan el sistema inmune y aumentan la respuesta inmunitaria cuando se administran conjuntamente con una vacuna. El escualeno es una de las sustancias que puede utilizarse como adyuvante y se emplea en algunos tipos de vacunas contra la gripe y el paludismo.

## Controversia
Se ha intentado asociar el uso de escualeno con un grupo de padecimientos que han presentado algunos excombatientes de la Guerra del Golfo, basándose en la suposición de que en 1991 se les administró a estos militares una vacuna contra el carbunco que contenía escualeno.
Sin embargo investigaciones posteriores no han confirmado esta suposición, determinándose que la vacuna  contra el carbunco administrada a los militares de las fuerzas armadas de los Estados Unidos de América en 1991 no contenía escualeno como adyuvante.
Según la OMS, el uso de escualeno como coadyuvante en la vacuna de la gripe no produce ningún efecto indeseable que haya podido ser identificado.